# Diocèse de Seine-et-Oise
Cet article court présente un sujet plus développé dans : Diocèse de Versailles.
Le diocèse de Seine-et-Oise ou, en forme longue, le diocèse du département de Seine-et-Oise est un ancien diocèse de l'Église constitutionnelle en France.
Créé par la constitution civile du clergé de 1790, il est supprimé à la suite du concordat de 1801. Il couvrait le département de Seine-et-Oise. Le siège épiscopal était Versailles.
- Notices d'autorité :   - VIAF
  - BnF (données)